# Giulia Boschi
Pour les articles homonymes, voir Boschi.
Giulia Boschi, née le 17 décembre 1962 à Rome (Italie) est une  actrice de cinéma italienne.

## Biographie
Giulia Boschi est la fille d'Aba Cercato. Elle commence sa carrière d'actrice au théâtre auprès de Giancarlo Sbragia et Giovanna Ralli avant de s'orienter vers le cinéma. Après une série de premiers rôles auprès de réalisateurs italiens et français, elle décide d'abandonner sa carrière cinématographique en 2001 et de se consacrer à la pratique et à la l'enseignement de médecines alternatives (chinoises, acupuncture etc).

## Filmographie partielle
- 1984 : Pianoforte de Francesca Comencini
- 1985 : Segreti segreti de Giuseppe Bertolucci
- 1987 : Nuit italienne (Notte italiana) de Carlo Mazzacurati
- 1987 : Da grande de Franco Amurri
- 1988 : Chocolat de Claire Denis
- 1987 : Le Sicilien (Il siciliano) de Michael Cimino
- 1990 : Acte d'amour (Atto di dolore) de Pasquale Squitieri
- 1997 : Porzus Porzus de Renzo Martinelli

## Publications
- (it) Medicina Cinese: La radice e i fiori, corso di sinologia per medici e appassionati, de Giulia Boschi, Edizioni Erga, Gênes, 1997, edizione aggiornata del 2003, Casa Editrice Ambrosiana.
- (it) Yangqi Qigong Vol. 1, 2, et 3, de Xuzhou Yangqi et Giulia Boschi, Casa Editrice Ambrosiana, 2007.

## Distinctions
- Ruban d'argent de la meilleure actrice débutante en 1985 pour Pianoforte.
- Globe d'or de la meilleure actrice – révélation en 1988 pour Nuit italienne (Notte italiana).